# Симпатрія
Симпатрія, або симпатричність (від грец. sýn — разом та patris — батьківщина) — проживання близьких видів в межах однієї території (ареалу), інколи — як спосіб видоутворення, при якому нові види виникають на основі популяцій з ареалами, що значною мірою перекриваються, або збігаються.
Симпатрія можлива лише в тих випадках, коли дві форми, які співіснують у межах спільного ареалу або його частини, не змішуються.
Протилежний випадок видоутворення називається алопатрією. Для всіх внутрішньовидових угрупувань характерна, як правило, алопатрія (винятком є, можливо, сезонні раси у рослин, або озимі та ярові форми у деяких риб, для котрих репродукційний ареал є спільним, хоча і використовується в різні проміжки часу).

## Симпатрія як критерій виду
Симпатрія можлива лише для форм, між представниками яких унеможливлене схрещування, тобто при наявності у них однієї з форм біологічної ізоляції. Якщо ж схрещування між різними суміжними формами можливе, то мова йде про злиття двох видів або відновлення раніше порушеної географічною ізоляцією панміксії (тобто вільного змішування). Інколи в умовах симпатрії спостерігається не широка, а спонтанна гібридизація (наприклад, формування кідусів в місцях сходження ареалів куни лісової і соболя). Численні випадки спонтанної гібридизації описано для багатьох пар симпатричних видів птахів.
Поняття «симпатрія» та «алопатрія» широко використовуються при аналізі процесів видоутворення. В ряді випадків існування симпатричних видів — результат алопатричного видоутворення та наступного взаємного заселення особин одного виду до ареалу іншого. Між симпатрією та алопатрією існують переходи.